# مرد سوم
مرد سوم (به انگلیسی: The Third Man) فیلمی در ژانر فیلم نوآر به کارگردانی کارول رید ساخته شده در سال ۱۹۴۹ است. جوزف کاتن، آلیدا والی و اورسن ولز بازیگران اصلی فیلم هستند. فیلم‌نامه فیلم توسط گراهام گرین نویسنده انگلیسی تهیه شده‌است. فیلم به فارسی نیز دوبله شده‌است.
گراهام گرین بعد از آنکه فیلمنامه را نوشت به صرافت نوشتن رمانی بر اساس این فیلمنامه افتاد و کمی بعد رمان مرد سوم را هم منتشر کرد.

## خلاصه داستان
کمی پس از پایان جنگ جهانی دوم، هالی مارتینز (جوزف کاتن) که نویسنده رمانهای عامه پسند وسترن در آمریکاست برای دیدار دوست دوران کودکی اش هری لایم (اورسن ولز) به وین می‌آید اما متوجه می‌شود همان روز هری طی یک تصادف رانندگی کشته شده‌است؛ در مراسم خاکسپاری لایم، مارتینز با دو افسر انگلیسی به نام‌های گروهبان پین و سرگرد کالووی که پیگیر پرونده فعالیت‌های مشکوک لایم هستند ملاقات می‌کند. پین از علاقه‌مندان داستان‌های مارتینز است.
بعد از ملاقات با آنا (آلیدا والی)- دوست‌دختر لایم- و برخی دوستان دیگر لایم، مارتینز به این حادثه رانندگی مشکوک می‌شود. سرایدار خانه لایم به مارتینز می‌گوید، او بلافاصله پس از تصادف در گذشت و بر خلاف گزارش دوستان لایم، سه نفر و نه دو نفر جنازه او را با خود بردند. سرایدار کمی بعد از دادن این اطلاعات به قتل می‌رسد.
سرگرد کالووی به مارتینز می‌گوید که هری لایم در بازار سیاه دارو دست داشته‌است و باند او پنیسیلین را از بیمارستان‌های ارتش به بیرون قاچاق می‌کردند، آن را رقیق می‌نمودند و دوباره در بازار سیاه آب می‌کردند.
مارتینز که می‌خواهد وین را ترک کند به ملاقات آنا می‌رود و متوجه می‌شود که او به دلیل داشتن گذرنامه جعلی قرار است به قسمت تحت کنترل شوروی منتقل شود. هنگام خروج از آپارتمان آنا، مارتینز سایه‌ای را در درگاه می‌بیند که وقتی برای لحظه‌ای نور روی آن می‌افتد معلوم می‌شود هری لایم است. لایم از دست مارتینز فرار می‌کند. مارتینز ماجرا را برای افسران انگلیسی بازگو می‌کند و آن‌ها برای نبش تابوت لایم به گورستان می‌روند و متوجه می‌شوند فرد تدفین شده کارمند بیمارستان است که برای لایم پنیسیلین قاچاق می‌کرده‌است.
روز بعد مارتینز و لایم در چرخ‌وفلک بزرگ وین ملاقات می‌کنند. کمی بعد، افسران انگلیسی از مارتینز می‌خواهند که به آن‌ها در دستگیری لایم کمک کند. در عوض مارتینز هم از آن‌ها می‌خواهد مانع از انتقال آنا به قسمت تحت کنترل شوروی بشوند. آنا اما حاضر نمی‌شود این لطف را قبول کند در نتیجه مارتینز تصمیم می‌گیرد به پلیس در یافتن لایم یاری نرساند و وین را به مقصد آمریکا ترک کند. در مسیر فرودگاه، اما سرگرد کالووی او را به دیدن کودکان دچار مننژیت در یکی از بیمارستان‌های وین می‌برند که به دلیل استفاده از پنیسیلین‌های رقیق شده در حال مرگند. مارتینز تصمیمش را تغییر می‌دهد و می‌پذیرد که با پلیس برای دستگیری لایم همکاری کند.
مارتینز قرار ملاقاتی با لایم می‌گذارد. اما لایم قبل از آن که پلیس او را دستگیر کند فرار می‌کند و و وارد سیستم فاضلاب وین می‌شود. تعقیب و گریز پلیس و لایم به کشته شدن گروهبان پین و زخمی شدن لایم می‌انجامد. نهایتاً، مارتینز، با هفت تیر گروهبان پین، لایم را می‌کشد.
در صحنه آخر، مارتینز برای دومین بار در مراسم خاکسپاری جنازه لایم شرکت می‌کند و بعد از پایان مراسم منتظر آنا می‌ماند تا با او حرف بزند. اما آنا بدون توجه به او از کنارش رد می‌شود.

## سرگیجه بصری-صوتی
قاب‌بندی‌های معوج، زوایای نامتعارف دوربین، تغییرات مداوم پس‌زمینه و برش‌های سریع، همگی دست به دست هم می‌دهند تا در مخاطب حس پریشانی و آشفتگی ایجاد کنند. این تکنیک‌های بصری، به همراه تدوین صوتی گیج‌کننده و موسیقی پس‌زمینه نامتعارف، یک تجربه سینمایی منحصربه‌فرد را رقم می‌زنند که بیننده را در دنیایی مبهم و نامتعادل فرو می‌برد.
وقتی دوربین به طور مداوم زاویه خود را تغییر می‌دهد و به سمت بالا یا پایین حرکت می‌کند، حس تعادل مخاطب به هم می‌ریزد و او احساس می‌کند که در دنیایی بی‌ثبات قدم گذاشته است. قاب‌بندی‌های معوج و مرکر نیز با تحریف شکل اشیاء و فضا، به این احساس بی‌ثباتی دامن می‌زنند.
تغییرات مداوم پس‌زمینه و برش‌های سریع، باعث می‌شوند که مخاطب نتواند به طور کامل بر روی یک نقطه تمرکز کند و این امر به ایجاد حس سردرگمی و پریشانی کمک می‌کند. تدوین صوتی نیز با ایجاد صداهای مبهم و پیچیده، این حس را تقویت می‌کند. برای مثال، صدای یک زن که در محیط می‌پیچد و به وضوح مشخص نیست از کجا می‌آید، می‌تواند حس اضطراب و پارانویا را در مخاطب برانگیزد.
موسیقی پس‌زمینه نیز نقش مهمی در ایجاد حس پریشانی دارد. موسیقی نامتعارف و ناهماهنگ با تصاویر می‌تواند به افزایش احساس بی‌ثباتی و آشفتگی کمک کند.

## جوایز این فیلم
- جشنواره کن ۱۹۴۹: برنده نخل طلا
- بفتا ۱۹۵۰: برنده بهترین فیلم انگلیسی
- اسکار ۱۹۵۰: برنده بهترین فیلمبرداری سیاه و سفید و نامزد بهترین کارگردانی، بهترین تدوین

در سال ۱۹۹۹، انستیتوی فیلم انگلستان، فیلم را به عنوان بهترین فیلم انگلیسی قرن بیستم انتخاب کرد.

## سخنرانی ساعت کوکوکننده سوئیسی
در یکی از مشهورترین صحنه‌های فیلم لایم و مارتینز در چرخ و فلک بزرگ شهر وین دربارهٔ انسانیت و انسان‌ها صحبت می‌کنند. وقتی از چرخ و فلک خارج می‌شوند، لایم به مارتینز می‌گوید:
«می دونی که اون رفیقمون چی میگه - تو ایتالیا، سی سالی که تحت انقیاد خاندان بورژیا بودند جنگ، وحشت، قتل و خونریزی داشتند، اما مایکل آنجلو، لئوناردو دا وینچی و رنسانس رو به وجود آوردند. در عوض تو سوئیس، عشق برادرانه دارند، پانصد سال دموکراسی و صلح دارند - و چی تحویل دادند؟ ساعتی که کوکو می‌کند.»
این دیالوگ به سخنرانی ساعت کوکوکننده سوئیسی مشهور شده‌است. از قرار، بعد از اکران فیلم، بعضی سوئیسی‌ها به اورسون ولز یادآور شده‌اند که این نوع ساعت در واقع اختراع آلمانی هاست و در سوئیس اختراع نشده‌است.